# Campeonato Carioca 1936
In 1936 werd het 31ste Campeonato Carioca gespeeld voor voetbalclubs uit de toen nog Braziliaanse hoofdstad Rio de Janeiro. 
Er waren nog steeds meerdere competities. De competitie van de FMD (Federação Metropolitana de Desportos) werd gespeeld van 5 juli 1936 tot 14 maart 1937. Vasco da Gama werd kampioen. 
De LFC (Liga Carioca de Futebol) werd gespeeld van 23 september tot 27 december. Fluminense werd kampioen. 

## Eindstand - FMD

### Eerste toernooi
| Plaats | Club             | Wed. | W | G | V | Saldo | Ptn. |
| ------ | ---------------- | ---- | - | - | - | ----- | ---- |
| 1.     | Vasco da Gama    | 6    | 5 | 0 | 1 | 15:5  | 10   |
| 2.     | São Cristóvão AC | 6    | 4 | 2 | 0 | 15:9  | 10   |
| 3.     | Andarahy         | 6    | 3 | 2 | 1 | 14:9  | 8    |
| 4.     | Botafogo         | 6    | 3 | 0 | 3 | 15:11 | 6    |
| 4.     | Madureira        | 6    | 2 | 2 | 2 | 12:12 | 6    |
| 6.     | Bangu            | 6    | 1 | 0 | 5 | 9:16  | 2    |
| 7.     | Olaria           | 6    | 0 | 0 | 6 | 6:24  | 0    |

|  | Play-off |

Play-off
|                       |               |       |                  |  |
| 13 september Play-off | Vasco da Gama | 2 – 0 | São Cristóvão AC |  |
| 13 september Play-off |               |       |                  |  |

### Tweede toernooi
| Plaats | Club             | Wed. | W | G | V | Saldo | Ptn. |
| ------ | ---------------- | ---- | - | - | - | ----- | ---- |
| 1.     | Madureira        | 6    | 5 | 1 | 0 | 18:6  | 11   |
| 2.     | Botafogo         | 6    | 4 | 1 | 1 | 19:6  | 9    |
| 3.     | Vasco da Gama    | 6    | 3 | 1 | 2 | 12:6  | 7    |
| 4.     | São Cristóvão AC | 6    | 3 | 0 | 3 | 15:12 | 6    |
| 5.     | Andarahy         | 6    | 2 | 1 | 3 | 11:20 | 5    |
| 6.     | Bangu            | 6    | 1 | 0 | 5 | 11:17 | 2    |
| 6.     | Olaria           | 6    | 0 | 2 | 4 | 7:26  | 2    |

|  | Finale |

### Finale
|                      |               |       |           |  |
| 6 december 1936 Heen | Vasco da Gama | 0 – 1 | Madureira |  |
| 6 december 1936 Heen |               |       |           |  |

|                       |               |       |           |  |
| 6 december 1936 Terug | Vasco da Gama | 2 – 1 | Madureira |  |
| 6 december 1936 Terug |               |       |           |  |

|                               |               |       |           |  |
| 14 maart 1937 Extra wedstrijd | Vasco da Gama | 2 – 1 | Madureira |  |
| 14 maart 1937 Extra wedstrijd |               |       |           |  |

#### Kampioen
| Campeonato Carioca de 1936        |
| Rio de Janeiro                    |
| --------------------------------- |
| VASCO DA GAMA Kampioen (5° titel) |

#### Topschutters
| Speler            | Speler         | Goals | Club          |
| ----------------- | -------------- | ----- | ------------- |
| Vlag van Brazilië | Carvalho Leite | 15    | Botafogo      |
| Vlag van Brazilië | Bahia          | 10    | Madureira     |
| Vlag van Brazilië | Russinho       | 9     | Botafogo      |
| Vlag van Brazilië | Luiz Carvalho  | 8     | Vasco da Gama |
| Vlag van Brazilië | Popó           | 8     | Andarahy      |
| Vlag van Brazilië | Julinho        | 8     | Madureira     |

## Eindstand - LFC
| Plaats | Club       | Wed. | W  | G | V  | Saldo | Ptn. |
| ------ | ---------- | ---- | -- | - | -- | ----- | ---- |
| 1.     | Fluminense | 15   | 10 | 3 | 2  | 57:16 | 23   |
| 2.     | Flamengo   | 15   | 10 | 3 | 2  | 44:16 | 23   |
| 3.     | America    | 15   | 9  | 4 | 2  | 41:21 | 22   |
| 4.     | Bonsucesso | 15   | 3  | 2 | 10 | 21:47 | 8    |
| 4.     | Portuguesa | 15   | 2  | 4 | 9  | 12:46 | 8    |
| 6.     | Jequiá     | 15   | 3  | 0 | 12 | 24:53 | 6    |

|  | Finale om de titel |

### Finale
|                              |                        |       |                   |                                                  |
| 20 december Eerste wedstrijd | Fluminense             | 2 – 2 | Flamengo          | Laranjeiras, Rio de Janeiro Toeschouwers: 11.299 |
| 20 december Eerste wedstrijd | Russo 28' Hércules 46' |       | 42', 68' Leônidas | Laranjeiras, Rio de Janeiro Toeschouwers: 11.299 |

|                              |            |       |          |                             |
| 23 december Tweede wedstrijd | Fluminense | 4 – 1 | Flamengo | Laranjeiras, Rio de Janeiro |
| 23 december Tweede wedstrijd |            |       |          | Laranjeiras, Rio de Janeiro |

|                             |            |       |          |                             |
| 27 december Derde wedstrijd | Fluminense | 1 – 1 | Flamengo | Laranjeiras, Rio de Janeiro |
| 27 december Derde wedstrijd |            |       |          | Laranjeiras, Rio de Janeiro |

### Kampioen
| Campeonato Carioca de 1936      |
| Rio de Janeiro                  |
| ------------------------------- |
| FLUMINENSE Kampioen (10° titel) |

### Topschutters
| Speler            | Speler   | Goals | Club       |
| ----------------- | -------- | ----- | ---------- |
| Vlag van Brazilië | Hércules | 23    | Fluminense |
| Vlag van Brazilië | Leônidas | 17    | Flamengo   |
| Vlag van Brazilië | Raul     | 15    | Fluminense |